# Setge de Magnèsia
El Setge de Magnèsia fou un dels episodis de la Companyia Catalana d'Orient a l'Imperi Romà d'Orient, que tingué lloc quan els grecs es revoltaren contra els catalans el 1304.

## Antecedents
Roger, amb els almogàvers, alguns alans fidels i un grup romà d'Orient, anà a defensar Filadelfia, a Anatòlia, amenaçada pels turcs; aquests foren derrotats a Àulax, i la ciutat restà alliberada. De camí cap a ponent, la host prengué algunes fortaleses i les ciutats de Nif, Nissa i Magnèsia, però els èxits militars de la Companyia Catalana d'Orient vers els emirats turcs d'Anatòlia no compensen els excessos a què era sotmesa la població romana d'Orient per part dels almogàvers i la població de Magnèsia es revolta contra la companyia.

## El setge
Quan els homes de Roger de Flor retornaren a la ciutat els seus habitants es negaren a obrir-los les portes. La companyia inicià els preparatius per tal d'assetjar la ciutat que havia estat la seva pròpia base. Els romans d'Orient, comandants per Miquel IX Paleòleg, fill de l'emperador romà d'Orient Andrònic II Paleòleg, decidiren passar al contraatac contra el Segon Imperi Búlgar, que havia atacat els ports del mar Negre, però foren derrotats en la batalla de l'Skafida. Davant d'aquesta derrota, l'emperador s'apressà a cridar a la companyia, que va acudir en la seva ajuda, aixecant el setge.

## Conseqüències
Els grecs, pensant que la Companyia havia estat derrotada, s'apoderaren del botí de la Companyia. En acabar-se l'estiu del 1304, durant el setge de Magnèsia, el contingent dels alans, que s'havia reduït a la meitat, car ja tan sols en quedaven 500, desertà.